# Kraljevstvo Kongo
Kraljevstvo Kongo (kikongo: Kongo dya Ntotila ili Wene wa Kongo, portugalski: Reino do Congo), bivša monarhija koja je obuhvaćala velika područja središnje i zapadne Afrike.

## Povijest

### Korijeni
Negdje početkom nove ere, koju stotinu godina prije ili kasnije, započela je u središnjoj Africi seoba naroda. Crnačka Bantu plemena iz visokih savana središnjeg dijela doline rijeke Benue, u današnjem graničnom području između Kameruna i Nigerije, napustila su svoju dotadašnju domovinu i tijekom prvog tisućljeća nakon Krista postupno selila prema jugu i jugoistoku, šireći se i postajući prevladavajući narod na južnoj trećini afričkog kontinenta.
Osnovne kulture u staroj domovini bile su sudanski proso i sorgum, a mlaćenje i spaljivanje bili su jedina tehnika prikupljanja ljetine. Tako je došlo do naglog porasta stanovništva, pa su se kroz nekoliko naraštaja Bantu crnci našli suočeni s ozbiljnim nedostatkom obradive zemlje. Formirali su se pojedini rodovi i odvajali od glavne plemenske zajednice, sve dok nije bila naseljena cijela savana i dok plemena u svom kretanju nisu stigla do kišnih prašuma bazena rijeke Kongo koje se prostiru duž južnih granica visoravni. Prašuma, u koju su bili prisiljeni zakoračiti, uz svu svoju bujnu vegetaciju pokazala se veoma negostoljubivim mjestom. Sudanski proso i sargum, koji su davali tako obilne ljetine na visokoj otvorenoj savani, nisu mogli rasti u zagušljivoj i vlažnoj sredini.
Struja migracije kretala se dalje, instiktivno slijedeći rijeke i rječice, pritoke Konga, dok najzad konačno nije izbila iz prašume i našla se na platou Katanga (ili Šaba), visokoj savani neobično sličnoj onoj koja je ostala iza njih u starom kraju. Za 100 ili 200 godina opet je došlo do bujanja pučanstva pa je narod Bantu morao opet krenuti dalje šireći se preko platoa Šaba i naseljavajući današnju Zambiju, Zimbabve i Mozambik, sve do obala Indijskog oceana. U blizini ušća rijeke Zambezi naišli su na biljke s hranjivim plodovima podrijetlom iz jugoistočne Azije. To su bile prvenstveno banane, azijski jam i taro, za koje se pretpostavlja kako su ih donijeli i ostavili u Africi pomorci s područja današnje Indonezije, u 3. ili 4. stoljeću.
Uvođenje azijskih biljaka u afričku poljoprivredu blagotvorno je djelovalo na način života Bantu naroda. Rečene su biljke uspijevale u toploj, vlažnoj klimi, tamo gdje sudanski proso i sargum nisu bili ni od kakve koristi. To je omogućilo plemenima širiti se u dotad nepovoljne oblasti istočne Afrike, oko velikih jezera u današnjoj Tanzaniji, Keniji i Ugandi, a zatim, u 10. stoljeću, i u bazen rijeke Kongo kroz koji su prošli prije tisućinjak godina. Do 12., najkasnije 13. stoljeća, plemena Bantu naselila su gotovo cijelu prašumu u slivu Konga i asimilirajući ili potiskujući u najzabačenije krajeve domoroce Pigmeje, uspostavila svoje plemenske zajednice. Iz jedne takve zajednice nastalo je Kraljevstvo Kongo. 

### Nastanak
O kraljevstvu nema nikakvih zapisa iz vremena prije kontakta s Portugalcima, pa je sve što se zna o njegovom nastanku preuzeto iz usmene predaje. Prema jednoj od legendi koju su Portugalci čuli nakon dolaska, a misionari zapisali, začetnik kraljevstva je bio legendarni Nimi a Lukeni, sin poglavice malog Bantu plemena Vungu ili Bungo koje je živjelo na obali Konga u blizini današnjeg Stanleyjeva jezera. Željan vlasti, ali s malo izgleda postati poglavica, s nekoliko naoružanih sljedbenika napustio je selo i ulogorio se kraj jednog gaza na rijeci tražeći da mu plate svi koji žele prijeći na drugu stranu. Jednog dana je Nimi a Lukenijeva tetka došla do gaza i pozivajući se na povlastice koje ima kao poglavičina sestra odbila zahtjev platiti prelazak na drugu stranu. Kad se, ne plativši, uputila pregaziti rijeku, Nimi a Lukeni je potrčao za njom i rasporio ju nožem. Tim okrutnim činom, ubojstvom člana obitelji, prekršio je sve što je bilo sveto i pogazio sve tradicije. Proglasio je sebe bićem oslobođenim stega plemenskih zakona, iznimnim bogolikim čudovišnim i moćnim bićem koje će po legendi postati osnivačem Kraljevstva Kongo. Nimi a Lukeni postao je prvi ManiKongo (portugalski izgovor kikongoanskog naslova Mwene a Kongo).
Prvi ManiKongo osvojio je nakon niza ratnih pohoda oblast u kojoj su živjela plemena Mbundu i Mbwela, južno od ušća Konga u današnjoj Angoli i tu je na jednom visokom brdu udaljenom oko 150 km od rijeke podigao svoj mbaji ili mbanzu, dvorac sa sudnicom i vijećnicom. Talijanski misionar franjevac Giovanni Antonio Cavazzi piše u 17. stoljeću kako se puk odnosio prema tom dvorcu u prašumi s takvim strahopoštovanjem da su se bojali pogledati u tom pravcu, misleći kako će ostati na mjestu mrtvi. Nakon što su Nimi a Lukenija, prema legendi, napali grčevi, njegovi sljedbenici odlučili su se obratiti svećeniku pokorenog naroda. Svećenik je pristao poći s njima do svoga poglavice, a nakon izliječenja ManiKongo je zapečatio mir s prvobitnim stanovnicima zemlje uzevši poglavičinu kćer za prvu suprugu. Tako je nastalo stabilno kraljevstvo.
Za oko 150 godina od tada do dolaska Portugalaca, u Mbanzi je vladalo pet do osam ManiKonga koji su svi bili potomci mitskog Nimi a Lukenija. Oružanim osvajanjem i vjerskim savezništvom postupno su proširili granice svoje države tako da je zauzimala površinu od preko 500 000 km2 i imala između 4 000 000 i 5 000 000 stanovnika. Na vrhuncu moći prostirala se od rijeke Ogooue na sjeveru, u današnjem Gabonu, do danas angolske rijeke Cuanza na jugu, te od Atlantskog oceana na zapadu do Stanleyjeva jezera, platoa Bateke i rijeke Kwango u današnjem DR Kongu na istoku. U vrijeme dolaska Portugalaca kraljevstvo je bilo nešto manje, jer su se neki narodi na sjevernom i južnom dijelu zemlje odvojili i osnovali vlastita kraljevstva koja su eventualno još kao vazalne države plaćala danak ManiKongu. On je pod svojom vlašću tada držao samo područje između rijeka Kongo na sjeveru, Kwango na istoku, Dande na jugu i Atlantskog oceana na zapadu.

### Ustroj prije dolaska Portugalaca
ManiKongo je vladao poput svakog srednjovjekovnog europskog kralja. Smatran je polubožanskim svetim bićem i živio okružen plemićima, dvorjanima, robovima, suprugama i kraljevskim protokolom nimalo jednostavnijim od onih na onodobnim europskim dvorovima. Oni koji su mu željeli prići morali su pasti ničice i četveronoške puzati prema njemu. Smrtna kazna bila je predviđena za one koji bi ga gledali kako jede i pije. Kad bi kralj to poželio, rob bi udario jednom željeznom šipkom o drugu i svi prisutni bi se bacili na tlo, s licem prema zemlji. Putovao je samo u nosiljci, uvijek u pratnji tjelesne straže, a tamo gdje bi se zaustavio tlo je čišćeno metlama i prekrivano prostirkama kako njegove noge ne bi dodirnule golu zemlju. Platežno sredstvo u kraljevstvu, školjke nzimbu vađene s morskog dna duž obale Atlantika, bilo je njegov monopol, a podanici su mu morali plaćati porez.
Portugalci su zatekli kraljevstvo podijeljeno na šest zasebnih provincija ili kneževina: Soyo, Mpemba (u njoj se nalazila prijestolnica), Mbamba, Mpangu, Mbata i Nsundi. Svaka od njih imala je vlastitog poglavicu, uživala veliki stupanj autonomije i zadržala vrlo snažan osjećaj plemenskog identiteta. Svaka je bila podijeljena na oblasti, a oblasti na sela i gradove. Poglavice provincija bili su feudalno plemstvo. Zaklinjali su se na vjernost ManiKongu, priznavali njegovu vrhovnu vlast, skupljali porez za njegovu kraljevsku blagajnu, podizali vojsku kad bi poveo rat i služili kao dvorjani na njegovu dvoru ili ministri u njegovu kabinetu. Istodobno, raspolagali su svojim bazama moći i nije bila nepoznata pojava da se otvoreno suprotstavljaju kralju ili da se čak pobune protiv njega.
U kraljevstvu je kopana i taljena željezna ruda, a dobiveno željezo je dobro konstruiranim čekićima, nakovanjima i mijehovima prerađivano u oružje, alate, ukrase, glazbala i druge predmete. Pleme Bakongo talilo je bakar i poznavalo postupak lijevanja s voštanom jezgrom kojim su izrađivane razne figure, fetiši i nakit. Kongoanci su uz to bili izvanredni tkači, služeći se za proizvodnju tkanina uglavnom biljnim vlaknima dobivanim preradom listova rafije. Pleli su košare, mreže i dijelove namještaja od loze i pruća, rezbarili drvo i bjelokost, proizvodili razno posuđe od pečene gline i štavili kože za izradu odjevnih i raznih kućanskih predmeta.
Uzgajali su jam i banane što su njihovi preci donijeli u prašumu, skupljali povrće i voće koje je raslo samo u prašumi i vješto rabili domaće palme od kojih su dobivali ulje, opojno vino, ocat i neku vrstu kruha. Od domaćih životinja uzgajali su koze, svinje i goveda i s pomoću mreža, vrša i osti lovili ribu u Kongu i njegovim pritokama. Prozvodnja viškova za prodaju ili razmjenu, međutim, nije postojala. Nije bilo kalendara, nikakvog sustava mjerenja vremena ni kotača. Kroz prašumu su bile prokrčene mnogobrojne staze, a preko rijeka i provalija podignuti viseći mostovi od čvrstih lijana. Nije bilo prijevoznih sredstava osim drvenog konja i nosiljke, a oba su funkcionirala tako da su putnika nosili robovi. Unatoč nedostacima, Kraljevstvo Kongo bilo je tada zemlja s najrazvijenijom uljudbom na zapadnoj afričkoj obali.

### Dolazak Portugalaca i kršćanstva
Portugalski istraživači su tijekom zadnjih desetljeća 15. stoljeća obilazili zapadnu afričku obalu, a 1482. godine Diogo Cao otkrio je rijeku Kongo. Tada je njegova posada stupila u kontakt s narodom Bakongo, te doznala kako negdje jugoistočno od rijeke usred kišne prašume leži prijestolnica. Nisu se usudili zaći u nepoznate vlažne kišne prašume, te je Cao samo poslao četvoricu pokrštenih robova s darovima i uputio ih u Mbanzu u pratnji mjesnih vodiča.
Do idućeg kontakta proći će skoro desetljeće. Zapovjedništvo nad flotom od tri karavele dobio je Goncalo de Sousa. Na brodove je ukrcano desetak svećenika, odred tesara, tiskara, poljoprivrednika i raznih obrtnika, žena vičnim kućanskim poslovima, crkvenim predmetima, uresima, darovima i građevinskim materijalom. S Nsakuom i ostalim kongoanskim plemićima koji su proveli u Portugalu dvije godine, ekspedicija u prosincu 1490. isplovila je sa zadatkom uspostave diplomatskih odnosa s Kraljevstvom Kongo. Tijekom putovanja od kuge je umrlo dosta članova posade, uključujući Nsakua i Goncala de Sousu. Zapovjedništvo je povjereno nećaku Ruiju de Sousi, koji je krajem ožujka 1491. godine uplovio u ušće rijeke Kongo. Brodovi su se usidrili u blizini sela Mpinda, gdje je danas angolska luka Santo Antonio do Zaire. Tada je tamo bio glavni grad provincije Soyo. Poglavar provincije, ManiSoyo, radosno je sa svojom pratnjom dočekao Portugalce i krenuli su na trotjedno putovanje do prijestolnice.
Portugalci opisuju Mbanzu kao grad neravnih ulica, uskih staza kroz visoku travu, slamnatih kuća bez vanjskih ukrasa, ali prostirki s ornamentima u njima. Na sjevernoj strani planina je bila prekrivena tamnom šumom u kojoj su sahranjeni umrli kraljevi, uključujući samog Nimi a Lukenija. Na južnoj strani nalazio se prostrani trg pod nazivom mbasi a nkanu, sudnica. Na tom velikom mjestu oko jedne velike divlje smokve narod se okupljao primiti kraljev blagoslov ili promatrati plesove i trijumfalni defile ratnika. Nedaleko od tog trga bila je kraljeva rezidencija, ograđena koljem vezanim lijanama. Ispred vratiju nalazilo se nekoliko stražara i trubača, a unutar ograde prostiralo se veliko dvorište. Samu kraljevu kuću, do koje se stizalo kroz labirint, okružvala je palisada.
ManiKongo je dočekao portugalske izaslanike na izlazu iz labirinta. Ime mu je bilo Nzinga a Nkuvu, imao je oko 60 godina i sjedio je na drvenom prijestolju s intarzijama od bjelokosti, koje je bilo postavljeno na uzdignutoj platformi. Bio je ogrnut plaštem od obrađene svjetlucave kože urešene leopardovim i cibetkinim krznom, a oko remena nosio je komad europskog damasta koji mu je Diogo Cao poslao prije skoro 10 godina. Na rukama je nosio bakrenu narukvicu, preko ramena mu je visio zebrin rep, u krilu je držao drvenu palicu, luk i strijele, a na glavi nosio kapu od palmine tkanine s izvezenim likom zmije.
Rui de Sousa prišao je ManiKongu i po europskom običaju kleknuo pred njim i poljubio mu ruku. Ovaj je uzvratio tako što je uzeo šaku zemlje i pritisnuo ju najprije sebi na srce, a zatim na Portugalčeve grudi. Nosači koje je zatim pozvao Rui de Sousa uručili su ManiKongu darove. Svitke satena, svile, lanenog platna, brokata i baršuna, srebrni i zlatni nakit, pehare, tanjure i jato crvenih golubova. Kralj je potom ustao s prijestolja pokazavši riječima i držanjem svoju veliku radost zbog dolaska kršćana, a narod je po završetku govora počeo pjesmom, plesom i na druge načine iskazivati gostoprimstvo.
Nakon toga, uz pomoć jednog od kongoanskih plemića koji se vratio iz Lisabona i preuzeo ulogu prevoditelja, Rui de Sousa izložio je ManiKongu cilj svoje misije. Kanio je ispuniti želju kralja Joaoa II. da ManiKongo i njegov narod prime kršćanstvo i stupe u savezništvo s Kraljevinom Portugal. De Sousa je objašnjavao prednosti kršćanstva i opisivao čuda portugalske uljudbe, ilustrirajući svoje predavanje raznim alatima, spravama i crkvenim predmetima koje je donio. Čak je naredio vojnicima ispaliti plotun iz pušaka.
ManiKongo, duboko zadivljen izlaganjem Ruija de Souse, bio je svjestan kako je došao u dodir s nadmoćnom uljudbom. Ako s njom uspostavi savezništvo, on i njegov narod mogu izvući velike koristi, a kao neprijatelj im došljaci mogu nanijeti velike štete. Stoga je idućeg dana pozvao sve Portugalce u privatnu audijenciju dogovoriti se o načinu na koji će se obaviti pokrštenje kralja i masovni prelazak naroda na kršćanstvo. Najprije se ima podići crkva, a u međuvremenu će se pristupiti podučavanju kralja i dvorjana istinama kršćanske vjere. Tisuću domorodaca pridružili su se portugalskim zidarima, tesarima i obrtnicima na izgradnji crkve, donoseći kamen, kreč i drvenu građu s udaljenosti od preko 15 km. Prvog tjedna u svibnju položen je kamen temeljac, a gradnja je dovršena već dva mjeseca kasnije.
Stotinjak tisuća ljudi okupilo se u Mbanzi prisustvovati pokrštenju. ManiKongo je uzeo kršćansko ime Joao, njegova žena Eleanor, a njegov sin i nasljednik Mbemba a Nzinga postao je Affonso. Kršćanstvo su primili i neki poglavari provincija i poglavice. Rui de Sousa predao je ManiKongu zastavu s izvezenim križem, koju je navodno blagoslovio sam papa Inocent VIII. U ManiKongovoj gardi bilo je oko 20 000 vojnika, a u svakom je trenutku mogao dići pod oružje 100 000 podanika.
Kongoanci su prethodno vjerovali u jednog velikog boga, svemoćno biće koje su zvali Nzambi ampungu i držali su ga tvorcem svega na svijetu. Međutim, vjerovali su kako je taj bog zbog svoje uzvišenosti beskrajno daleko, nedokučiv za čovjeka, pa je prema tome potpuno beskorisno klanjati mu se ili moliti ga za nešto. Sa svakodnevnim životom intimnije su povezani niži bogovi, a kultova duhova prirode, duhova predaka i sablasti svih vrsta, magije i čarobnjaštva, vračeva i zazivača duhova, fetiša, idola i tajanstvenih obreda narod Bakongo nije se htio odreći bez obzira na formalni prelazak na kršćanstvo. Portugalci su držali kako su dužni prisiliti ih odreći se starih vjerovanja, pa su počeli bičevati pojedince, paliti fetiše, uništavati idole i domorodačka svetišta.
Posebno su bili zgroženi seksualnim životom domorodaca, koji su bili poligamni. U narodu Bakongo silovanje, incest i preljub bijahu strogo kažnjavani, za razdjevičenje djevice plaćala se njenoj obitelji visoka naknada, rječnik seksualnih pojmova bio je neizravan i uvijen, udvaranje složeno i dostojanstveno, a bračni obred neobično složen i ozbiljan. Portugalci nisu uspijevali uvjeriti domoroce da svatko odabere samo jednu ženu i otpusti sve ostale. Kako su beskompromisno inzistirali na poštovanju crkvene doktrine, raslo je nezadovoljstvo novom vjerom i jačala protukršćanska frakcija koju je predvodio drugi ManiKongov sin Mpanza a Nzinga. ManiKongo je najzad 1495. protjerao sina Mpembu a Nzingu (Affonsa) i Portugalce, odbacivši kršćanstvo.
Nakon smrti ManiKonga 1506. godine, Affonso se s kršćanskom vojskom vratio iz provincije Nsundi u koju je bio protjeran. Njegovih 10 000 vojnika, domorodaca kršćana i Portugalaca, sukobilo se i pobijedilo brojniju protukršćansku vojsku koju je činilo 200 000 ljudi. Ključno u pobjedi male vojske nad većom bilo je posjedovanje vatrenog oružja. Affonsova pobjeda nad polubratovom vojskom bila je pobjeda Portugalaca i kršćanstva, sile čiji je saveznik bio novi ManiKongo, kralj Affonso.

### Kršćansko kraljevstvo
Evangelizacija Konga odvijala se brzo. Već 1509. godine u Mbanzi su otvorene misionarske škole za 400 učenika među kojima je bilo i djevojaka. Svećenik Rui d'Aguiar u svom izvješću iz 1516. piše da se u prijestolnici školuje više od 1 000 učenika, "plemićkih sinova" koji uče čitati i pisati i izučavaju slovnicu, društvene i tehničke znanosti, kao i "našu vjeru". Tijekom prvih godina Affonsove vladavine, svakim portugalskim brodom koji bi svratio u ušće Konga putovali bi u Lisabon novi mladi Kongoanci na školovanje u Santo Eloiju. Mbanza je ograđena zidinama, a portugalska četvrt i kraljevski dvor odvojeni zidovima od ostalog dijela grada. Sagrađeno je nekoliko crkvi, trasirane su ulice i obrubljene drvoredima, podignute su mnoge kamene zgrade. Grad se proširio na oko 50 km2, a broj stanovnika premašio 100 000.
Portugalci su Kongoancima iz domovine donijeli guavu, limun i naranču, a iz Brazila i azijskih zemalja kukuruz, manioku i šećernu trsku. Dovozili su razne alatke i oružja, sablje i mačeve, muskete i mužare, a dvorjani su preuzeli europski stil odijevanja. Nevolje za domoroce počet će intenziviranjem trgovine robljem. Portugalci su, naime, 1470. godine otkrili otok Svetog Tomu, a početkom 1490-ih počeli ga naseljavati. Otvaranjem pomorskog puta za Indiju postao je važna luka u koju su svraćali brodovi, a broj stanovnika skoro je dosegao 10 000. Podignute su plantaže šećerne trske i kave, a za rad na njima počeli su se kupovati robovi duž Beninske obale.
Kad je kolonizacija Amerike dovela do povećane potražnje za robovima, otočni trgovci širili su oblast svojih akcija sve dalje prema jugu, dok početkom 16. stoljeća nisu započeli djelovati i na ozemlju Kraljevstva Kongo. Guverner otoka Sveti Toma, Fernao de Mello, drsko je ignorirao naređenja krune i željeznom rukom vladao svojom kolonijom propalica i probisvijeta koji su huškali plemena jedno na drugo i na otkazivanje poslušnosti ManiKongu, kako bi došli do robova koje će otpremiti u Brazil. Lisabon je bio predaleko da bi tamošnji dvorjani nadzirali Fernaoovo ponašanje, a Affonsova očajnička pisma portugalskom kralju su ignorirana i odbacivana.
Bezobzirni lov na robove nastavljen je bez zastoja, a oko 1530. godine samo je iz Mpinde otpremano oko 5 000 robova godišnje. Uvođenjem prostitucije u Mbanzi pojavile su se venerične bolesti koje su kosile crno stanovništvo kao što su tropske bolesti kosile bijelo. Kraljevstvo je propadalo i tonulo u kaos sukoba raznih frakcija i masovnog odvođenja žitelja u roblje. Odmah nakon Affonsove smrti 1542. ili 1543. godine, rasplamsala se borba za prijestolje između Nkanga Bembe, krštenog Pedro, za kojeg se vjerovalo da je najstariji Affonsov sin, i nekog Nkumbi Mpudi a Nzinge, krštenog Diogo, za kojeg se tvrdilo da mu je drugi sin ili nećak. Pedro je vladao kratko i neslavno, a Diogo je prikupio snage i nakon dviju godina krvavih borbi zbacio Pedra i započeo šesnaestogodišnju vladavinu.
Tijekom prva četiri mjeseca po dolasku isusovaca, prvih svećenika poslanih iz Lisabona nakon desetak godina, obavljeno je 2 100 obreda pokrštavanja, sagrađena je škola za 600 učenika i tri nove crkve od kojih je najveća posvećena Spasitelju. Tako je Mbanza dobila novo ime koje su joj dodijelili isusovci, Sao Salvador. Diogo je, ne slažući se sa svim kršćanskim učenjima, protjerao isusovce. Portugalci su reagirali bojkotiravši Mpindu i sagradivši vlastitu luku za ukrcavanje robova, Mbomu. Nedaleko zatim, nadirući sve dalje prema jugu, podigli su grad Luandu, danas metropolu Angole. Uspostavili su savezništvo s najvažnijim ManiKongovim vazalom na jugu, ngolom, najvišim poglavicom Ndonga od čijeg naslova vuče podrijetlo riječ Angola. Nahuškali su ga na rat protiv ManiKonga i u bici na rijeci Dande 1556. ngola je potukao Diogovu vojsku. Nakon tog poraza i drugi krenuše za primjerom ngole i u vrijeme Diogove smrti 1561. godine poglavari provincija, poglavice pojedinih plemena i starješine pojedinih naselja sklapali su posebne sporazume o isporuci robova Portugalcima, odbijajući se dalje pokoravati ManiKongu.
Portugalci su ubili princa kojeg je Diogo odredio za prijestolonasljednika i okrunili njegovog nećaka koji je sebi dao ime Affonso II. Njega je u borbi za vlast ubio brat Bernando, koji je nedugo zatim poginuo pokušavajući u borbi kod Stanleyjeva jezera ugušiti pobunu vazalne države Bateke. Nasljednik Henrique također uskoro gine u ratu protiv jedne vazalne države, a 1568. godine prijestolje preuzima Alvaro. Tada dolazi još strašnija pošast, pošto iz mračnih prašuma na istoku i jugu nadiru na zemlju ratničke horde Jaka, ljudoždera. Jake ili Jage su narod koji je sredinom 16. stoljeća izbio na zapadnoafričku scenu, a nakon otprilike stotinu godina ispunjenih jezivim pokoljima tajanstveno su iščezli. Danas ne postoji narod ili pleme tog imena, a opširnih podataka ili isprava o Jakama nema. Najpoznatiji izvor podataka o njima je kronika engleskog mornara Andrewa Battela.
Jake su nagrnuli iz prašuma duž jugozapadne granice kraljevstva, prešli rijeku Kwango i nastavili nadirati prema sjeveru pljačkajući i ubijajući. ManiKogo Alvaro, njegova crna i bijela svita i narod pobjegli su do rijeke Kongo i sklonili se na jedan od otoka u njenom donjem toku. Jake su zauzeli Mbanzu, spalili ju, poklali i pojeli sve koji su ostali u gradu. Nakon toga su podijelili vojsku u više odreda i nastavili napredovati ka unutrašnjosti koljući stanovnike, paleći polja i pljačkajući sela. Izbila je epidemija žljezdane kuge i pokosila na tisuće izbjeglica zbijenih na otocima. U tom kaosu profitirali su lovci na robove.
Godine 1571. Francisco de Gouvea iskrcao se na ušću Konga s vojskom od oko 600 vojnika i krenuo u krvavi pohod protiv Jaka. Ljudožderi su protjerani iz zemlje, a Alvaro vraćen na prijestolje u Mbanzi. 1614. je umro, a u idućih 27 godina izredalo se osam ManiKonga. Poglavari provincija ratovali su jedan protiv drugog i kovali urote protiv kraljeva, koji su se često smjenjivali. Tada Portugalci gube monopol i na zapadnoafričku obalu dolaze Englezi, Francuzi i Nizozemci. Godine 1641. Nizozemci svladavaju Portugalce, uplovljavaju u ušće rijeke Kongo i zauzimaju luku Mpinda.
ManiKongo Garcia II. Affonso staje na stranu Nizozemaca, koji su mahom protestanti, pa u strahu za katoličanstvo papa šalje u Kongo prve svećenike koji nisu Portugalci, talijanske franjevce. Nizozemci preusmjereni na trgovinu s Indijom, kolonizaciju Azije i ovladavanje Rtom dobre nade, veoma brzo gube interes i već 1648. napuštaju Kongo u koji se 1665. vraćaju Portugalci. Portugalom vlada nova dinastija Braganza, u osobi Joaoa IV., te slijedi otvoreni napad na kraljevstvo i vraćanje nadzora silom. Kod mjesta zvanog Ambouila, u blizini gornjeg toka rijeke Bengo, 25. listopada portugalska vojska uništava kongoansku, ubija ManiKonga i slavodobitno mu odsjeca glavu. Od tada kraljevstvo je strogo nadzirano iz Lisabona.
Pojavljuje se Kimpa Vita, krštena Beatriz, mlada Kongoanka koja propovijeda svoju inačicu kršćanstva koja je početkom 18. stoljeća poznata kao sekta antunovaca. Ona propovijeda kako je Kongo zapravo sveta zemlja, da je Krist rođen u Mbanzi i kršten u rijeci Nsundi, da je Bogorodica "kći robinje ili sluškinje markiza Nzimbe Npanghija" i da je sveti Franjo pripadao "klanu markiza od Vunde". Proglašava poligamiju zakonitom, odbacuje neke kršćanske dogme i propovijeda kako će sva bogatstva bijelih ljudi pripasti njenim sljedbenicima. Tijekom vladavine ManiKonga Pedra IV., marionete u rukama Portugalaca, Kimpa Vita je osuđena zbog krivovjerja i živa spaljena zajedno s djetetom 2. srpnja 1706. godine. Time jenjava svaki domorodački otpor i Kongo dalje opstaje kao država pod čvrstim nadzorom Portugalaca.